# K2-18b
K2-18b – ook bekend als EPIC 201912552 b – is een exoplaneet die rond de rode dwerg (spectraalklasse M2.5V) K2-18 draait. Het object staat op 124 lichtjaar afstand van de aarde en bevindt zich in het sterrenbeeld Leeuw. Rondom K2-18 draait ook de in 2017 ontdekte (op Neptunus gelijkende) exoplaneet K2-18c.
De planeet K2-18b is in 2015 ontdekt met de Kepler-ruimtetelescoop. De massa is 8,6 keer de massa van de aarde en wordt daarom geclassificeerd als een superaarde (of als een sub-Neptunus). De planeet draait in 33 dagen rond de ster, ofwel zijn zon. 

## Ontdekking
In november 2013 werd met de Kepler-ruimtetelescoop een nieuw 2e missieplan met de naam K2 "Second Light" opgestart nadat een reactievliegwiel was uitgevallen. K2 zou inhouden dat Kepler's resterende capaciteit met een grotere fotometrische precisie  zou worden gebruikt om gegevens te verzamelen voor de studie van supernova's, stervorming en zonnestelsellichamen zoals planetoïden en kometen, … en voor het vinden en bestuderen van meer exoplaneten. Omdat K2-18b als achttiende in de K2-missie ontdekt werd kreeg het zo zijn naam.
De ontdekking van K2-18b werd gedaan door variaties in de lichtkromme van de ster, veroorzaakt door het voorlangs komen van de planeet gezien vanaf de aarde. Het voorspelde relatief laag contrast tussen de planeet en de moederster waar deze omheen draait. In de toekomst zou dat gemakkelijker maken om de atmosfeer van de planeet te observeren.

## Waterdamp
In 2019 werden in twee verschillende studies de gegevens van de Kepler-ruimtetelescoop, de Spitzer-ruimtetelescoop en de Hubble-ruimtetelescoop onderzocht en vergeleken. De conclusie was dat er aanzienlijke hoeveelheden waterdamp in de atmosfeer aanwezig moest zijn. In die zin is het een primeur voor een exoplaneet in de bewoonbare zone. In 2023 werden methaan en koolstofdioxide in de atmosfeer van de planeet aangetoond.

### Organische stoffen

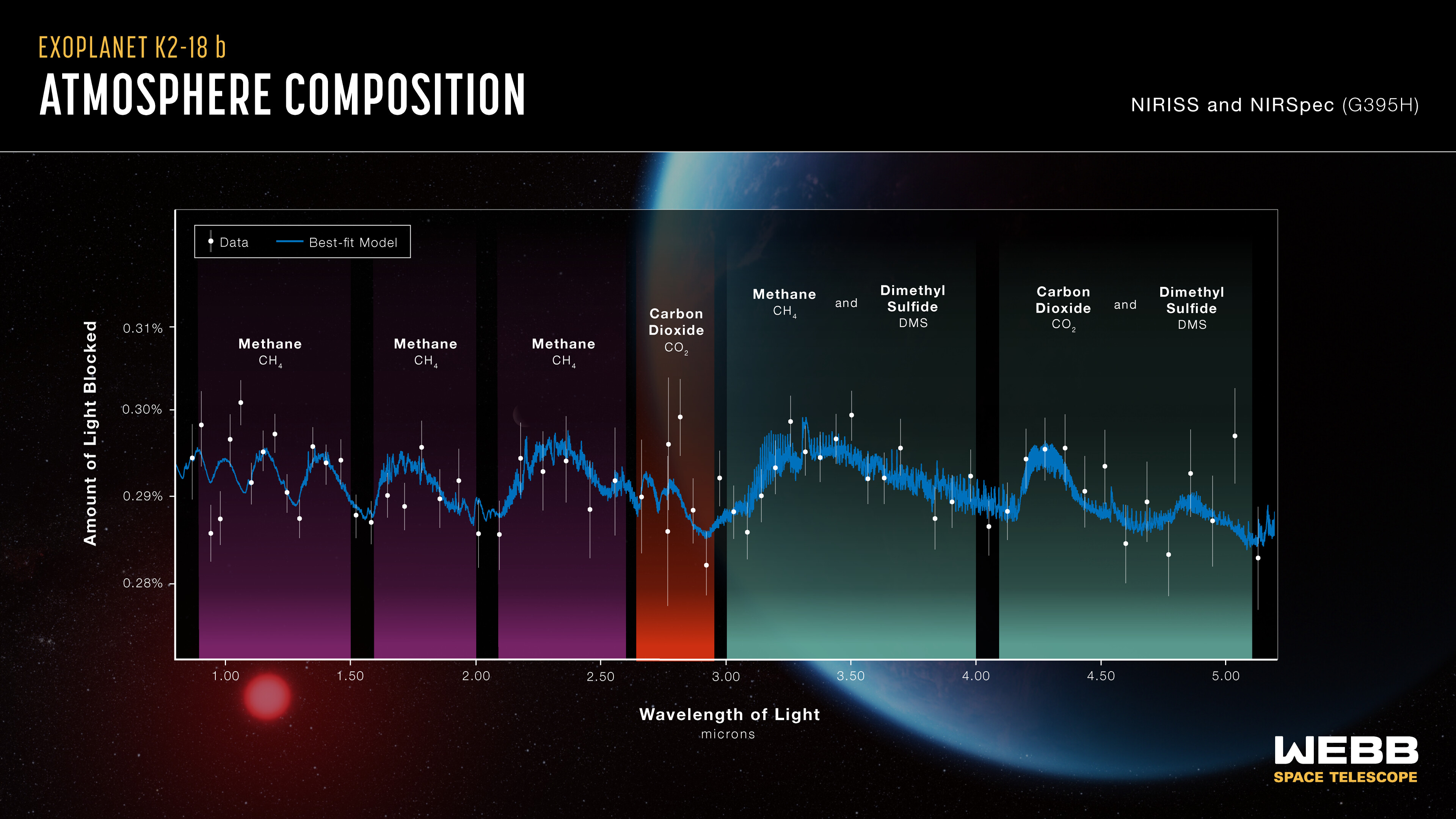
Spectrum van K2-18b

In 2025 werden twee organische stoffen op de planeet aangetoond, dimethylsulfide en dimethyldisulfide, met de James Webb-ruimtetelescoop. De ontdekking werd bekend gemaakt door Nikku Madhusudhan van de universiteit van Cambridge. Omdat deze stoffen op aarde worden geproduceerd door biologische processen, met name door plankton, wordt de ontdekking gezien als mogelijk bewijs voor buitenaards leven op K2-18b. Andere astronomen zoals de Nederlandse Inge Loes ten Kate en de Amerikaanse Sara Seager zijn kritisch over de ontdekking. De onzekerheid van de metingen is te groot (3-sigma), en bovendien zijn er andere mechanismen denkbaar waarmee deze stoffen kunnen ontstaan. Dimethylsulfide is bijvoorbeeld ook in kleinere concentratie aangetoond op de komeet 67P/Tsjoerjoemov-Gerasimenko. De metingen zouden bovendien verklaard kunnen worden door de aanwezigheid van andere stoffen.

## Fysieke kenmerken
K2-18b draait om K2-18 op een afstand van ongeveer 21 miljoen km. De berekende bewoonbare zone voor de rode dwerg ligt tussen de 18 en 37 miljoen km.  
K2-18b heeft een omlooptijd van ongeveer 33 dagen met synchrone rotatie. Naar schatting is de straal van de planeet 15.000 km en heeft deze een massa van 8,6 keer de aarde. De temperatuur wordt geschat op −8 tot +5° Celsius. Dit omdat de planeet ongeveer 94% moedersterstraling ontvangt van haar ster ten opzichte van de aarde en de zon. 
Een vergelijking van de grootte, baan en andere kenmerken van K2-18b met andere gedetecteerde exoplaneten suggereert dat de planeet een atmosfeer heeft die naast waterstof en helium ook andere gassen zou kunnen bevatten. In 2025 werd dan ook onder andere dimethylsulfide aangetoond.
Vervolgstudies met de Hubble-ruimtetelescoop werden uitgevoerd in twee afzonderlijke onderzoeken – bij de Universiteit van Montréal en de University College London. De gegevens werden in 2019 gepubliceerd.
Men ontdekte dat K2-18b een waterstof-heliumatmosfeer heeft met een hoge concentratie waterdamp, die kan variëren van 0,01% tot 12,5%, tot 20% tot 50%, afhankelijk van welke andere gasvormige soorten in de atmosfeer aanwezig zijn. Bij de hogere concentratieniveaus zou de waterdamp voldoende hoog zijn om wolken te vormen.

## Bewoonbaarheid?
Met waterdampconcentraties is deze exoplaneet de eerst ontdekte “super-Aarde” die volgens een groep wetenschappers een mogelijk bewoonbare atmosfeer zou kunnen hebben. Water was al wel eerder waargenomen op exoplaneten, maar niet in een bewoonbare zone.
Over werkelijk mogelijke bewoonbaarheid of leven op K2-18b bestaat echter ook scepsis.